# Amorphomyces floridanus
Amorphomyces floridanus är en svampart som beskrevs av Thaxt. 1893. Amorphomyces floridanus ingår i släktet Amorphomyces och familjen Laboulbeniaceae.   Inga underarter finns listade i Catalogue of Life.